# Cassano delle Murge
Cassano delle Murge je grad i općina u Italiji, smješten u talijanskoj regiji Apuliji, pokrajina Bari.